# Johann Nepomuk Alber
Pour les articles homonymes, voir Nepomuk (homonymie) et Alber.
Johann Nepomuk Alber (hongrois : Alber Nepomuk János), né le 7 juillet 1753 à Ovár et mort en 1830, est un théologien hongrois.

## Biographie
Après avoir fait ses humanités, Johann Nepomuk Alber entre dans l'ordre des piaristes en 1779, où il s'intéresse à la théologie et à la philosophie. Il est nommé comme enseignant dans un lycée de Pest, puis il enseigne l'exégèse biblique et l'histoire du christianisme à l'école piariste de Nitra. Il est ensuite envoyé à Kalocsa, puis il enseigne à l'université de Pest. Alber prend sa retraite en 1830.

## Publications (sélection)
- (la) Institutiones historicae eccl. (5 volumes, Ofen, 1825)
- (la) Institutiones linguae hebraeae (Ofen, 1826)